# Neo (album)
Neo è un album dei La Torre dell'Alchimista pubblicato nel 2007.

## Tracce
1. Dissimmetrie – 6:56
2. Medusa – 8:27
3. Idra – 1:51
4. Risveglio, Procreazione E Dubbio Parte I – 11:31
5. L'Amore Diverso – 2:28
6. Cerbero – 9:25
7. Risveglio, Procreazione E Dubbio Parte II – 9:31